# Џорџтаун (округ Квитман, Џорџија)
Џорџтаун (енгл. Georgetown) град је у америчкој савезној држави Џорџија. По попису становништва из 2010. у њему је живело 2.513 становника.

## Демографија
Према попису становништва из 2010. у граду је живело 2.513 становника, што је 1.540 (.%) становника више него 2000. године.
| Група             | 2000.       | 2010.         |
| Белци             | 387 (39,8%) | 1.265 (50,3%) |
| Афроамериканци    | 584 (60,0%) | 1.204 (47,9%) |
| Азијати           | 1 (0,1%)    | 2 (0,1%)      |
| Хиспаноамериканци | 0 (0,0%)    | 34 (1,4%)     |
| Укупно            | 973         | 2.513         |